# خورخه رودریگس ناوارو
خورخه رودریگس ناوارو (اسپانیایی: Jorge Rodríguez Navarro‎؛ زاده نامشخص – درگذشت ۲۰۱۰/۲۰۱۱) بازیکن فوتبال اهل مکزیک بود.
وی همچنین در تیم ملی فوتبال مکزیک بازی کرده‌است.